# 奧斯曼帝国治下的保加利亚
保加利亞在1396年被鄂圖曼帝國征服後被土耳其人統治500年。保加利亞的解放始於1877年－1878年俄土戰爭的結果，保加利亞成為鄂圖曼帝國的自治公國，於1908正式年宣布獨立。

## 行政組織
鄂圖曼帝國征服保加利亞後，把保加利亞國土重組為幾個州，每州派一個桑賈克貝伊。而一些重要的土地被蘇丹的追隨者瓜分作為采邑，這些土地不能繼承或出售，受封者死後即收回。該土地被組織為蘇丹或鄂圖曼帝國貴族的私人財產，被稱為“安納德”。一些土地成為清真寺的財產，稱瓦克夫。保加利亞人定期支付多種類型的稅收，包括什一稅、人頭稅（吉茲亞稅）、土地稅、商業稅，並且還有各種不定期的稅款、產品和勞役。

## 宗教
鄂圖曼帝國沒正式要求保加利亞東正教徒改宗伊斯蘭教，但因德夫希爾梅和耶尼切里制度，一些保加利亞人渴望他們兒子入選，這些男孩成為穆斯林和受訓後鄂圖曼軍隊和政府的精英。

## 首次反叛
當鄂圖曼帝國在15世紀初勢力上升時，就有保加利亞人公開反對他們的統治。第一次起義開始於1408年，兩個保加利亞貴族，康斯坦丁和Fruzhin，解放一些地區幾年。一個多世紀後，兩次特爾諾沃起義發生了 - 1598年（第一次起義特爾諾沃）和1686年（第二特爾諾沃起義）圍繞古都大特爾諾沃。這次叛亂也是由奧地利人挑起。所有起義均告失敗，並造成大量人口被殺。在18世紀俄羅斯和鄂圖曼帝國簽訂《庫楚克開納吉和約》後得到干涉鄂圖曼事務保護東正教的權利。

## 保加利亞人的覺醒
米利特，是鄂圖曼帝國的宗教自治系統。蘇丹承認君士坦丁堡普世牧首為他的帝國的東正教徒人民的領袖。在鄂圖曼坦志麦特改革開始後，民族主義在帝國興起，在1860年和1870年分別成立保加利亞希臘禮天主教會和保加利亞正教會。這樣一個獨立的保加利亞教區成立的基礎是建立在民族認同，而不是正統和領土的原則上。
在19世紀最後25年，對鄂圖曼帝國統治的武裝抵抗升級引起1876年4月起義，土耳其人則屠殺了30000個保加利亞人。俄羅斯在巴爾幹地區的戰略利益，是俄土戰爭原因之一。之後在1878年《聖斯特凡諾條約》成立了保加利亚大公国。